# Вілліх
Вілліх (нім. Willich) — місто в Німеччині, знаходиться в землі Північний Рейн-Вестфалія. Підпорядковується адміністративному округу Дюссельдорф. Входить до складу району Фірзен.
Площа — 67,77 км2. Населення становить 50 283 ос. (станом на 31 грудня 2020).